# Arothron immaculatus
Arothron immaculatus és una espècie de peix de la família dels tetraodòntids i de l'ordre dels tetraodontiformes.

## Morfologia
- Els mascles poden assolir 30 cm de longitud total.[1]

## Hàbitat
És un peix de clima tropical i associat als esculls de corall que viu entre 1-17 m de fondària.

## Distribució geogràfica
Es troba des del Mar Roig i l'Àfrica oriental (incloent-hi la costa meridional de Sud-àfrica) fins a Indonèsia i el sud del Japó.

## Observacions
No es pot menjar, ja que és verinós per als humans.